# Eerie, Indiana
Eerie, Indiana lub Eerie, Indiana, czyli Dziwne Miasteczko (ang. Eerie, Indiana, 1991–1992) – serial produkcji amerykańskiej.

## Nazwa
Eerie to fikcyjne miasteczko, którego nazwa pochodzi od jeziora Erie. W USA nazwy miast często się powtarzają, dlatego zwyczajowo zaraz po niej, dodaje się nazwę stanu po przecinku.

## Fabuła
Serial skupia się na przygodach 13-letniego chłopca, Marshalla Tellera, który wraz z rodziną przenosi się z New Jersey do odludnego miasteczka Eerie w stanie Indiana. W czasie przeprowadzki do nowego domu poznaje Simona Holmesa, jednego z niewielu normalnych ludzi w mieście. Razem z nowym przyjacielem jest świadkiem wielu tajemniczych wydarzeń, do których dochodzi w miasteczku. Często stawiają też czoła miejskim legendom, takim jak np. Wielka Stopa. Chociaż serial był przeznaczony dla dzieci i młodzieży, nieraz przybierał poważny ton w stylu Z Archiwum X.
W 1998 r. nakręcono spin off, Eerie, Indiana: Inny wymiar. Formuła serialu pozostała niezmienna, tylko głównym bohaterem został inny, młodszy chłopiec. Zrealizowano tylko jeden sezon.

## Bohaterowie
- Marshall Teller (Omri Katz) – główny bohater serialu. Z pomocą swojego najlepszego przyjaciela, Simona Holmesa, rozwiązuje wiele niezwykłych tajemnic miasteczka Eerie. Choć czasami bywa arogancki, jest też inteligentny, pomysłowy i potrafi szybko kojarzyć fakty, co często przydaje mu się w jego śledztwach. Swój czas dzieli na spotkania z Simonem i rozmyślania o dziewczynach. Ciągle porównuje Eerie z New Jersey, w którym dorastał i za którym bardzo tęskni.
- Simon Holmes (Justin Shenkarow) – najlepszy przyjaciel Marshalla. Ponieważ jego rodzice bez przerwy się sprzeczają, swój czas woli spędzać z nim. Zanim się poznali, Simon był bardzo samotny, gdyż większość jego rówieśników z miasteczka unikała go. Nie cierpi elektronicznych zegarków, gdyż nie radzi sobie z ich ustawianiem. W jednym z odcinków ujawniono, że ma młodszego brata, który jednak nigdy później już się nie pojawił.
- Edgar Teller (Francis Guinan) – ojciec Marshalla. Pracuje w przedsiębiorstwie Things Incorporated, testującym różne produkty. Zanim rozpoczął studia na Uniwersytecie Syracuse, odbył praktyki w Smithsonian Institution. Według Marshalla to Edgar wpadł na pomysł, by przenieść się z New Jersey do Eerie. Ponieważ Edgar jest naukowcem, wielu fanów sądzi, że jego imię jest subtelnym odniesieniem do Edwarda Tellera, amerykańskiego fizyka jądrowego, który pomagał przy budowie bomby wodorowej. Zrobił pracę dyplomową z archeologii, a później napisał jeszcze pracę pt. „Materia cóż to takiego?”.
- Marilyn Teller (Mary-Margaret Humes) – matka Marshalla. W miejscowym centrum handlowym prowadzi własny biznes – organizuje różne przyjęcia. W jednym z odcinków (ironicznie) pokazano, że sama nie jest osobą zbyt zorganizowaną.
- Syndi Teller (Julie Condra) – siostra Marshalla. Ponieważ jej imię ma nietypową pisownię, Marshall często sobie z niej żartuje. Marzeniem Syndi jest zostanie reporterką, dlatego dużo czasu spędza z miejscowymi policjantami i strażakami, by zyskać doświadczenie.
- Dash X (Jason Marsden) – okryty największą tajemnicą bohater serialu. Obudził się pewnego dnia w Weirdsville, nie wiedząc, skąd się tam wziął. Nie pamięta swoich rodziców, rodzinnego miasta ani nawet swojego prawdziwego imienia. Ponieważ nie ma domu, zmuszony jest do życia na ulicy i szukania jedzenia na wysypiskach. Nazywany jest „chłopcem o siwych włosach”. Czasem pomaga Marshallowi i Simonowi w rozwiązywaniu różnych zagadek miasteczka. Gdy infiltrowali Bractwo Kukurydzy, nadał sobie imię Dash X od znaków plus i minus, które ma na rękach. Przywódca bractwa także miał takie znaki, dlatego Dash podejrzewał, że może to być jego ojciec.

## Obsada
- Omri Katz – Marshall Teller
- Justin Shenkarow – Simon Holmes
- Francis Guinan – Edgar Teller
- Mary-Margaret Humes – Marilyn Teller
- Julie Condra – Syndi Teller
- Jason Marsden – Dash X

W epizodach wystąpili m.in.: Tobey Maguire, René Auberjonois, Joe Dante, Leland Orser, Denise Richards.

## Wersja polska
Wersja polska: Master Film

Reżyseria:
- Maria Horodecka (odc. 1-10),
- Ilona Kuśmierska (odc. 11-18)

Dialogi:
- Elżbieta Kowalska (odc. 1, 3-4),
- Maria Horodecka (odc. 2, 5, 7, 9),
- Jan Moes (odc. 6, 8, 10-12, 14),
- Joanna Klimkiewicz (odc. 13, 15-18)

Dźwięk:
- Małgorzata Gil (odc. 1-10),
- Monika Jabłkowska (odc. 11-18)

Montaż:
- Zbigniew Kostrzewiński (odc. 1-10),
- Krzysztof Rustecki (odc. 11-18)

Kierownictwo produkcji:
- Dariusz Falana (odc. 1-10),
- Ewa Chmielewska (odc. 11-18)

Wystąpili:
- Jacek Wolszczak – Marshall Teller
- Jakub Truszczyński – Simon Holmes
- Elżbieta Jędrzejewska – Marilyn Teller
- Artur Kaczmarski – Edgar Teller
- Monika Wierzbicka – Syndi Teller
- Krystyna Królówna – Siostra Nancy
- Mieczysław Morański – Ojciec Todda
- Olga Bończyk – Matka Todda
- Cezary Nowak –
  - Dorośli bracia Wilson,
  - Burmistrz
- Józef Mika –
  - Policjant,
  - „Urzędnik skarbowy”
- Jarosław Boberek – Tripp McConnell
- Mirosława Krajewska – Mary C. Carter
- Beata Łuczak –
  - Mary B. Carter,
  - Janet Donner
- Tomasz Zaliwski – Mleczarz
- Jolanta Wilk – Sara Bob
- Janusz Bukowski – Professor Nigel Zircon
- Mirosław Wieprzewski – Claude
- Ryszard Olesiński – Podszywający się pod Pana Radforda
- Mirosław Konarowski – Howard Raymer
- Wojciech Machnicki – Gliniarz
- Cezary Kwieciński – Dash X
- Andrzej Gawroński – Grungy Bill
- Paweł Szczesny – pan Chaney
- Jacek Czyż – Charles „Pysiaczek” Furnell
- Karina Szafrańska – Eunice Danforth
- Eugeniusz Robaczewski – Ned
- Włodzimierz Bednarski – pan Radford
- Jacek Kawalec – Donald
- Olga Sawicka
- Małgorzata Drozd
- Iwona Rulewicz
- Mikołaj Nowak
- Norbert Jonak
- Ryszard Nawrocki
- Andrzej Arciszewski
- Zbigniew Suszyński
- Tomasz Bednarek
- Stefan Knothe
- Stanisław Brudny
- Włodzimierz Press
- Filip Dominik
- Grzegorz Drojewski
- Piotr Serafiński
- Wojciech Paszkowski
- Jacek Piotrowski-Mureno
- Jacek Kopczyński
- Dariusz Odija

## Odcinki
- Seria ta była emitowana ponownie w TVP1 od 30 czerwca 2007 w wersji z lektorem.
- Ponowna emisja w Jetix od 2 lipca 2007 – wersja z dubbingiem.
- Seria ta liczy 19 odcinków; pierwsze 12 nie ma polskich tytułów.
- W ostatnim odcinku („Rzeczywistość na urlopie”) do Marshalla mówiono Omri, czyli tak jak ma na imię aktor go grający.
- Skrót od imienia Marshall to „Mars”.
- Dash X dołącza do Marshalla i Simona w odcinku „Rewolwer i opiekacz”.

### Spis odcinków
| Nr             | Polski tytuł                   | Angielski tytuł                                           |
| -------------- | ------------------------------ | --------------------------------------------------------- |
| SERIA PIERWSZA |                                |                                                           |
| 01             | Świeży na wieki                | Forever Ware                                              |
| 02             | Aparat na zęby                 | The Retainer                                              |
| 03             | Bankomat ze złotym sercem      | The ATM with the Heart of Gold a.k.a. The ATM Machine     |
| 04             | Zagubione w Eerie              | The Losers a.k.a. Lost in Eerie                           |
| 05             | Najstraszniejsze domowe wideo  | America’s Scariest Home Video a.k.a. Scariest Home Videos |
| 06             | Żadnej zabawy!                 | Just Say No Fun a.k.a. No Fun                             |
| 07             | Serce na łańcuszku             | Heart on a Chain                                          |
| 08             | Niedoręczony list              | The Dead Letter                                           |
| 09             | Kto jest kim                   | Who’s Who                                                 |
| 10             | Ostatnia godzina               | The Lost Hour                                             |
| 11             | Teoria uwierzalności Marshalla | Marshall’s Theory of Believability a.k.a. Professor Hill  |
| 12             | Dzień tornada                  | Tornado Days                                              |
| 13             | Rewolwer i opiekacz            | The Hole in the Wall Gang                                 |
| 14             | Pan Chaney                     | Mr. Chaney                                                |
| 15             | Czyj to jest mózg?             | No Brain, No Pain                                         |
| 16             | Loża Złotej Kukurydzy          | The Loyal Order of Corn                                   |
| 17             | Zakupy przez sen               | Zombies in P.J.s                                          |
| 18             | Rzeczywistość na urlopie       | Reality Takes a Holiday                                   |
| 19             | Zepsute nagranie               | The Broken Record                                         |